# Neoleptoneta caliginosa
Neoleptoneta caliginosa là một loài nhện trong họ Leptonetidae.
Loài này thuộc chi Neoleptoneta. Neoleptoneta caliginosa được P. M. Brignoli miêu tả năm 1977.